# Michèle Manceaux
Michèle Manceaux, née le 17 février 1928 à Paris et morte le 31 mars 2015 à Paris ,, est une journaliste et femme de lettres française. Elle est la fille d'Aimée Mortimer.

## Biographie
Michèle Manceaux commence sa carrière de journaliste à L'Express en 1954, où elle travaille jusqu'en 1964. De 1971 à 1972, elle collabore au Nouvel Observateur, avant de devenir, de 1978 à 2008, éditorialiste pour le magazine Marie-Claire.
Elle produit, de 1965 à 1968, en collaboration avec Frédéric Rossif, l'émission Cinéma pour l'ORTF. Militante de gauche et féministe, elle soutient l'indépendance de l'Algérie puis plus tard la cause palestinienne alors qu'elle est issue d'une famille juive.
En 1971, elle signe le manifeste des 343.
Parallèlement, elle réalise de grands reportages en Amérique latine, en Afrique occidentale et du Sud, en Europe centrale (Hongrie, Roumanie, Croatie), au Vietnam, en Inde ou encore en Palestine (Gaza).
Proche de Marguerite Duras (les deux femmes ont longtemps été voisines à Neauphle-le-Château), Michèle Manceaux publie, en 1997, L'Amie, témoignage de ces années d'amitié adapté et mis en scène en 2010 par Philippe Honoré au théâtre Essaïon.
Elle meurt à l'hôpital Cochin des suites d'une infection pulmonaire.

## Œuvres
- Un beau mariage, Grasset, 1962.
- Catherine la danseuse, textes sur photo de Robert Doisneau, Nathan, 1966.
- Ce n'est qu'un début, Jean-Claude Lattès, 1968.
- La Nuit sera noire et blanche, Gallimard, 1968.
- Les Policiers parlent, Seuil, 1969.
- Les Professeurs pour quoi faire ?, avec Madeleine Chapsal, Seuil, 1970.
- Les Maos en France, Gallimard, 1972.
- Les Femmes de Gennevilliers, Mercure de France, 1974.
- Cours, camarade, le P.C.F. est derrière toi, avec Jacques Donzelot, Gallimard, 1974.
- Les Femmes du Mozambique, Mercure de France, 1975.
- Grand reportage, Seuil, 1980.
- Pourquoi pas Venise, Seuil, 1981.
- Anonymus, Seuil, 1982

Prix Alice-Louis-Barthou de l’Académie française en 1983.
- Brèves, Seuil, 1984.
- Éloge de l'insomnie, Hachette, 1985.
- Le Voyage en Afrique de Lara Simpson, Seuil, 1985.
- La Zone des tempêtes : retour du Salvador, Autrement, 1986.
- Le Fils de mon fils, Plon, 1989.
- La Vie violente, Albin Michel, 1993.
- Les Larmes des hommes, Albin Michel, 1996.
- L'Amie, Albin Michel, 1997.
- L'Amour des stars, Albin Michel, 1999.
- Histoire d'un adjectif, Stock, 2002.
- La Dernière à gauche en montant, NiL, 2010.
- Je voudrais parler de Duras, entretien avec Yann Andréa, Pauvert, 2016.

### Adaptation
- L'Amie ou des journées entières avec Marguerite Duras, d'après L'Amie, avec Nathalie Grauwin, adaptation et mise en scène Philippe Honoré, théâtre Essaïon, 2010.

### Sur l'auteur et son œuvre
- (en) Margaret Anne Hutton, « The writing cure: Marie Cardinal's Les Mots pour le dire and Michèle Manceaux's Grand reportage », in: Epidemics and Sickness in French Litterature and Culture , Durham Modern Language Series, 1995, p. 159-170.
- « Michèle Manceaux : biographie, bibliographie, conseil de lecture, entretiens », in Dit de femmes : entretiens d'écrivaines françaises, recueillis par Michèle M. Magill et Katherine S. Stephenson, Summa Publications, p. 149-171, 2003.
- Vincent Soulier: Presse féminine : la puissance frivole, L'Archipel (Paris), 2008.
- « Manceaux », in Patrick Besson, Mes vieux papiers, Fayard (Paris), 2014, p.